# 羅基特涅 (奧夫魯奇區)
51°12′46″N 28°15′32″E / 51.21278°N 28.25889°E
羅基特涅（烏克蘭語：Рокитне），是烏克蘭北部的村莊，隸屬日托米爾州的科羅斯滕區。該村始建於1929年，面積0.79平方公里，海拔高度198米，2001年人口88，人口密度每平方公里110.97人。